# Plácido de Castro (kommun)
Plácido de Castro är en kommun i Brasilien.   Den ligger i delstaten Acre, i den västra delen av landet, 2 200 km väster om huvudstaden Brasília. Antalet invånare är 17 203.
Följande samhällen finns i Plácido de Castro:
- Plácido de Castro

Omgivningarna runt Plácido de Castro är huvudsakligen savann. Trakten runt Plácido de Castro är nära nog obefolkad, med mindre än två invånare per kvadratkilometer.